# Stéphane Demol
Stéphane Auguste Demol (* 11. März 1966 in Watermael-Boitsfort; † 22. Juni 2023) war ein belgischer Fußballspieler und -trainer.

## Karriere als Spieler
Stéphane Demol kam im Alter von 14 Jahren zum RSC Anderlecht, wo er 1984 seine Profikarriere begann. In seiner ersten kompletten Spielzeit bei Anderlecht erzielte der Abwehrspieler 1985/86 in 17 Spielen vier Tore und wurde von Nationaltrainer Guy Thys vor der Weltmeisterschaft 1986 in Mexiko erstmals in die belgische Nationalmannschaft berufen. Bei der WM 1986 spielte er sämtliche sieben Spiele der Belgier und erzielte im Achtelfinale beim 4:3-Sieg gegen die Sowjetunion in der 102. Spielminute den Treffer zum zwischenzeitlichen 3:2 für Belgien. Dieses Tor war sein einziges in seiner Nationalmannschaftslaufbahn. Insgesamt spielte er 38-mal für Belgien.
1988 wechselte Demol von Anderlecht in die italienische Serie A zum FC Bologna. Der Durchbruch gelang ihm jedoch hier nicht und so wechselte er nur ein Jahr später zum portugiesischen Club FC Porto. In der Saison 1989/90 hatte er maßgeblichen Anteil mit 31 Spielen und 11 Toren am Gewinn der portugiesischen Meisterschaft. Nationaltrainer Guy Thys nominierte ihn am Ende dieser Saison erneut für den Kader Belgiens bei der Fußball-Weltmeisterschaft 1990 in Italien (4 Einsätze). Nach der WM wechselte er nach Frankreich zum FC Toulouse, um ein Jahr später nach Belgien zu Standard Lüttich zurückzukehren. Mit seinem Wechsel 1993 zu Cercle Brügge begann sein Stern zu sinken. In den Folgejahren kam er in seinen Clubs nur noch zu wenigen Einsätzen. Er versuchte sich jährlich in neuen Vereinen im Ausland: Sporting Braga, Panionios Athen, FC Lugano und bei Sporting Toulon in der zweiten französischen Liga. Seine aktive Karriere beendete er 1999 beim unterklassigen belgischen Club F.C.V. Dender E.H.

## Karriere als Trainer
1999 begann er seine Karriere als Trainer. Zunächst war er Spielertrainer beim belgischen Amateurclub SK Halle. In den Jahren 2000 bis 2003 war er für jeweils eine Saison hauptverantwortlicher Trainer für die belgischen Clubs KV Turnhout, KFC Verbroedering Geel und KV Mechelen. 2004 versuchte er sich erstmals auch im Ausland als Trainer und übernahm den griechischen Verein Egaleo AO Athen. Nach einer kurzen Zeit als Assistenztrainer bei Standard Lüttich machte ihn 2006 der neue belgische Nationaltrainer und sein ehemaliger Nationalmannschaftsmitspieler René Vandereycken zu seinem Assistenztrainer. Demol blieb in dieser Funktion bis 2008 beim belgischen Verband. 2008 übernahm er in Zypern Ethnikos Achnas als Trainer und trainierte 2009 kurzzeitig den belgischen Verein Sporting Charleroi. Ab der Saison 2010/11 war er Trainer des griechischen Zweitligisten PAS Ioannina, den er bis 2011 trainierte, ehe er 2012 kurzzeitig den FC Brüssel betreute. Noch im Dezember des gleichen Jahres wechselte er nach Thailand zum BEC-Tero Sasana, bei dem es ihn bis Ende März 2013 hielt. Im Juli 2014 übernahm er für eine Saison den saudi-arabischen Erstligisten al-Faisaly FC und in der nächsten Spielzeit Ligarivale Hajer FC al-Hasa. Seit 2016 war Demol ohne neuen Verein.

## Tod
Demol verstarb am 22. Juni 2023 im Alter von 57 Jahren an den Folgen eines Herzinfarkts.

## Erfolge als Spieler

### Club
- Belgischer Meister: 1985, 1986, 1987
- Belgischer Pokalsieger: 1988, 1993
- Belgischer Supercup: 1985, 1987
- Portugiesischer Meister: 1990

### Individuell
- Kicker FIFA World Cup All-Star Team: 1986[2]
- Bester ausländischer Spieler der Primeira Liga: 1989/90[3]
- World Soccer Magazine World XI: 1990[4]